# Cremia
Cremia (lombardul: Cremie) település Olaszországban, Lombardia régióban, Como megyében. Lakosainak száma 684 fő (2023. január 1.). Cremia Pianello del Lario, Plesio, San Siro, Garzeno és Dervio községekkel határos.

## Népesség
A település lakossága az elmúlt években az alábbi módon változott:
| Lakosok száma | 710  | 701  | 675  | 667  | 684  |
|               | 2016 | 2017 | 2018 | 2019 | 2023 |